# Nematinus bilineatus
Nematinus bilineatus är en stekelart som först beskrevs av Johann Christoph Friedrich Klug 1819.  Nematinus bilineatus ingår i släktet Nematinus, och familjen bladsteklar. Arten är reproducerande i Sverige.